# Plectranthus leptophyllus
Plectranthus leptophyllus là một loài thực vật có hoa trong họ Hoa môi. Loài này được (Baker) A.J. Paton miêu tả khoa học đầu tiên.